# گلن برند
گلن برند (انگلیسی: Glen Brand; ۳ نوامبر ۱۹۲۳ – ۱۵ نوامبر ۲۰۰۸) کشتی‌گیر اهل ایالات متحده آمریکا بود.